# Тропичен климат
 Тази статия е за климатичния тип в класификацията на Кьопен.  За типа в системата на Алисов вижте Тропичен пояс.  
Тропичният климат е климатичен тип в класификацията на Кьопен, означаван със символа A. Той се характеризира с високи температури (средномесечната температура през всички месеци от годината е поне 18 °C) и относително високи валежи, надхвърлящи нивото на потенциална евапотранспирация.
Нивото на потенциална евапотранспирация се определя като T·20 mm/°C + A, където T средногодишната температура, а A отчита сезонността на валежите и има следните стойности:
- 280 mm, ако 70% от годишните валежи падат през топлото полугодие (април до септември в Северното полукълбо и октомври до март в Южното)
- 140 mm, ако 30 до 70% от годишните валежи падат през топлото полугодие
- 0 mm, ако под 30% от годишните валежи падат през топлото полугодие

Тропичният климат обхваща голяма част от териториите между тропиците, в които времето е доминирано от Междутропичната зона на конвергенция - Океания, Централна и северната част на Южна Америка, централните части на Африка, Южна и Югоизточна Азия, северната част на Австралия.
Тропичният климат в системата на Кьопен не трябва да се бърка с тропичния пояс в класификацията на Алисов - в системата на Алисов той попада главно в екваториалния и субекваториалния пояс.
Тропичният климат се разделя на три подтипа:
Екваториален климат (Af)
Характеризира се с относително равномерно сезонно разпределение на валежите — средните валежи във всички месеци от годината са поне 60 mm.
Тропичен мусонен климат (Am)
Сезонното разпределение на валежите е по-неравномерно — нивото им през най-сухия месец в годината е под 60 mm, но над 100 mm - P/25, където P е годишното количество на валежите.
Тропичен саванен климат (Aw)
Характеризира се със силно изразени сух и влажен сезон — валежите през най-сухия месец в годината са под 100 mm - P/25, където P е годишното количество на валежите.